# Tvådimensionellt rum
Tvådimensionellt rum, vanligen förkortat 2D, är det rumsperspektiv där längd och bredd uppfattas. Med tvådimensionell, menas att ett objekt eller en matematisk figur har två dimensioner, som är ett område i höjd och bredd. Därmed har kroppen en area, som mäts i SI-enheten m2.
Grafen är ett tvådimensionellt material, i bemärkelsen att kolatomerna binder till varandra i samma plan. Materialet har således ett djup på cirka 1 Ångström.
En datorskärm kan bara rita ut två dimensioner även om den kan rita det på ett sätt som får det att se ut som 3D. Tvådimensionella objekt saknar djup, vilket är den tredje dimensionen.

## Bilder

En kvadrat är ett tvådimensionellt objekt.
Tvådimensionellt kartesiskt koordinatsystem.